# Branislav Becík
Branislav Becík (ur. 24 kwietnia 1978 w Dvory nad Žitavou) – słowacki samorządowiec, od 2022 roku przewodniczący kraju nitrzańskiego. W latach 2018–2022 był burmistrzem gminy Dvory nad Žitavou.        

## Życiorys
Jest synem Stanislava Becika, byłego ministra rolnictwa. Prowadził własne gospodarstwo rolne. 

### Działalność polityczna
W wyborach w 2017 roku został wybrany radnym kraju nitrzańskiego, uzyskał 5760 głosów. 11 listopada 2018 roku został wybrany burmistrzem gminy Dvory nad Žitavou. W wyborach parlamentarnych w 2020 roku bezskutecznie kandydował z ramienia partii Dobrá voľba. Został członkiem zarządu partii Głos – Socjalna Demokracja. 
W wyborach regionalnych w 2022 roku ubiegał się o urząd przewodniczącego kraju nitrzańskiego. Został wybrany przewodniczącym, wygrywając z urzędującym od 21 lat Milanem Belicą. Uzyskał 58 765 głosów (27,5%). 5 grudnia objął swój urząd. W październiku 2023 roku został członkiem Europejskiego Komitetu Regionów. 

## Życie prywatne
Jest mężem lekarki, Aleny Pallovej.